# Édouard-Henri Avril
Édouard-Henri Avril (Algiers, 21 mei 1849 – Le Raincy, 28 juli 1928) was een Frans schilder/grafisch kunstenaar die bekend is geworden onder het pseudoniem Paul Avril als illustrator van erotische literatuur.

## Biografie
Na een militaire loopbaan, ging de in Algiers geboren Avril zich in kunst verdiepen. Hij bezocht verschillende Parijse salons. Van 1874 tot 1878 studeerde hij aan de École des Beaux Arts. Toen hem gevraagd werd de novelle Fortunio van Théophile Gautier te illustreren - een opdracht die hij aannam - koos hij het pseudoniem Paul Avril. Deze schuilnaam veroorzaakte overigens soms verwarring met zijn broer Paul Victor Avril. Zijn reputatie was al snel gevestigd en hij ontving daardoor veel illustratieopdrachten voor boeken van gerenommeerde schrijvers. Hij illustreerde ook regelmatig werken die tot de 'galante literatuur' worden gerekend. Deze erotische geschriften werden in kleine oplagen, vaak op abonnementsbasis, verkocht aan verzamelaars.
Avril illustreerde een groot aantal boeken, waaronder:
- Gustave Flaubert - Salammbô;
- Théophile Gautier - Le Roi Caundale;
- John Cleland - Fanny Hill;
- Jean-Baptiste Louvet de Couvray - Les aventures du Chevalier de Faublas;
- Mario Uchard - Mon Oncle Barbassou;
- Jules Michelet - La Femme;
- Hector France - Musque, hashish et sang;
- Pietro Aretino - Sonetti lussuriosi;
- Alfred de Musset - Gamiani (auteurschap wordt soms betwist).
- Octave Uzanne - meerdere geschriften

De illustraties die hij maakte voor Friedrich Karl Forberg, De Figuris Veneris. Manuel d’érotologie classique (1906; vertaling uit het Latijn in het Frans), worden als zijn beste werk beschouwd.
Avril overleed te Le Raincy in 1928.

## Galerij

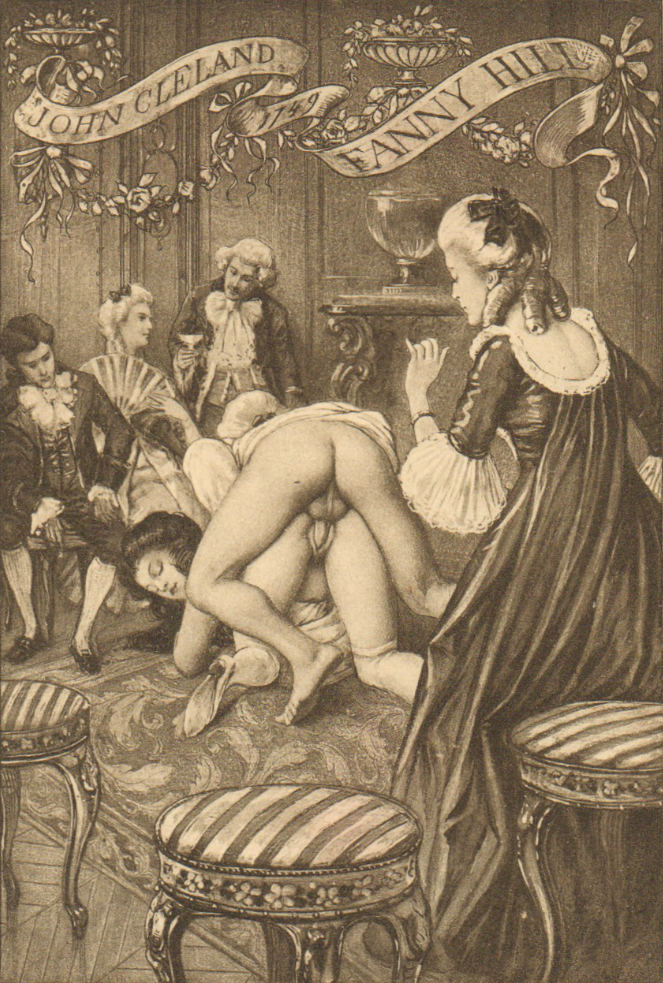
Scène uit Fanny Hill
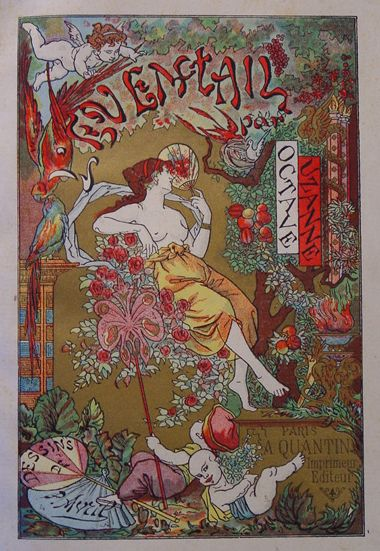
De omslag van een van Octave Uzanne’s boeken L'Éventail (1882)
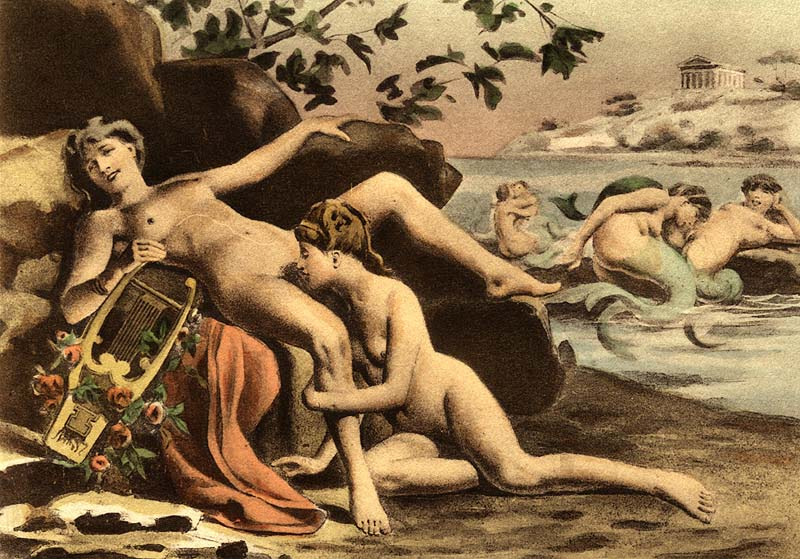
Sappho in het werk van Friedrich Karl Forberg
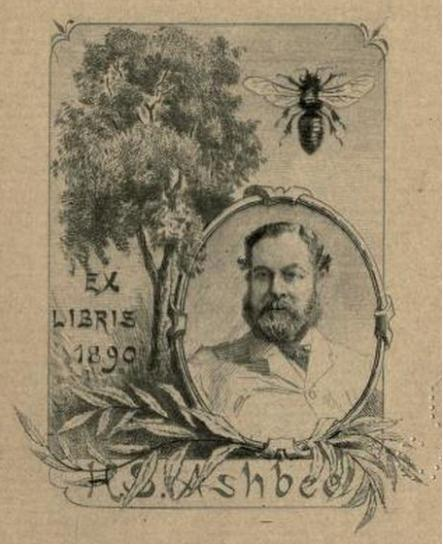
Ex libris van Henry Spencer Ashbee